# ルーガ (都市)
ルーガ(Louga)は、セネガル共和国ルーガ州の都市で、同州の州都である。

## 地理
セネガル北西部にあり、首都ダカールから北東約200Kmに位置する。

## 経済
セネガル国内における家畜取引の中心地である。

## 姉妹都市
- ミヨー、フランス 1962年